# Badaga
Badaga är ett dravidiskt språk, talat av omkring en kvarts miljon människor i Indien.  Det är nära släkt med Kannada-språket.